# Tour des Sorcières (Kaysersberg)
Pour les articles homonymes, voir Tour des Sorcières.
La tour des Sorcières est un monument historique situé à Kaysersberg, dans le département français du Haut-Rhin.

## Localisation
Ce bâtiment est situé au 9, rue du Général-de-Gaulle, jardin de l'hôtel Chambard à Kaysersberg.

## Historique
L'édifice fait l'objet d'une inscription au titre des monuments historiques depuis 1932.